# Ковач, Владимир
Владимир Ковач (словац. Vladimír Kováč; род. 26 апреля 1987, Тренчин, Западно-Словацкий край) — словацкий хоккеист, вратарь

## Биография
Воспитанник тренчинского хоккея.
Являясь игроком тренчинской «Дуклы», в 181 игре занимал место в воротах.
Параллельно выступал в клубах низших лиг, где провел 75 игр.
С 2012 года является игроком ХК «Сарыарка» (Караганда), выступающего в ВХЛ. Провёл 29 игр, отстояв 8 из них на ноль, с коэффициентом надежности 1.30 и процентом отраженных бросков 95.2 %.
В 2004 — 2006 годах привлекался в молодёжную сборную Словакии.
Был признан лучшим голкипером регулярного чемпионата ВХЛ 2012/2013 и на данный момент является одним из лучших вратарей лиги.
Славится своими победными танцами на домашней арене.
Обладатель Кубка Братины в составе «Сарыарки» сезона 2013/2014.

## Статистика

### Клубная карьера
Последнее обновление: 3 мая 2015 года
|             |             |             | Регулярный сезон | Регулярный сезон | Регулярный сезон | Регулярный сезон | Регулярный сезон | Регулярный сезон | Регулярный сезон | Регулярный сезон | Плей-офф | Плей-офф | Плей-офф | Плей-офф | Плей-офф | Плей-офф | Плей-офф | Плей-офф |
| Сезон       | Команда     | Лига        | Игр              | В                | П                | Мин              | ПШ               | «0»              | КН               | %                | Игр      | В        | П        | Мин      | ПШ       | «0»      | КН       | %        |
| ----------- | ----------- | ----------- | ---------------- | ---------------- | ---------------- | ---------------- | ---------------- | ---------------- | ---------------- | ---------------- | -------- | -------- | -------- | -------- | -------- | -------- | -------- | -------- |
| 2012/13     | Сарыарка    | ВХЛ         | 29               | 18               | 4                | 1611             | 35               | 8                | 1.30             | 95.2             | 13       | 8        | 4        | 668      | 24       | 1        | 2.16     | 92.3     |
| 2013/14     | Сарыарка    | ВХЛ         | 15               | 7                | 5                | 871              | 27               | 4                | 1.86             | 92.2             | 10       | 8        | 1        | 512      | 14       | 3        | 1.64     | 93.7     |
| 2014/15     | Сарыарка    | ВХЛ         | 31               | 21               | 5                | 1733             | 46               | 4                | 1.59             | 92.9             | 13       | 7        | 6        | 798      | 26       | 2        | 1.96     | 93.0     |
| Всего в ВХЛ | Всего в ВХЛ | Всего в ВХЛ | 75               | 46               | 14               | 4215             | 108              | 16               | 1.54             | 93.7             | 36       | 23       | 11       | 1977     | 64       | 6        | 1.94     | 92.9     |